# Letomola barrenensis
Letomola barrenensis é uma espécie de gastrópode da família Charopidae.
É endémica da Austrália.
Os seus habitats naturais são: florestas temperadas e matagal de clima temperado.
Está ameaçada por perda de habitat.